# Dietrich Kops

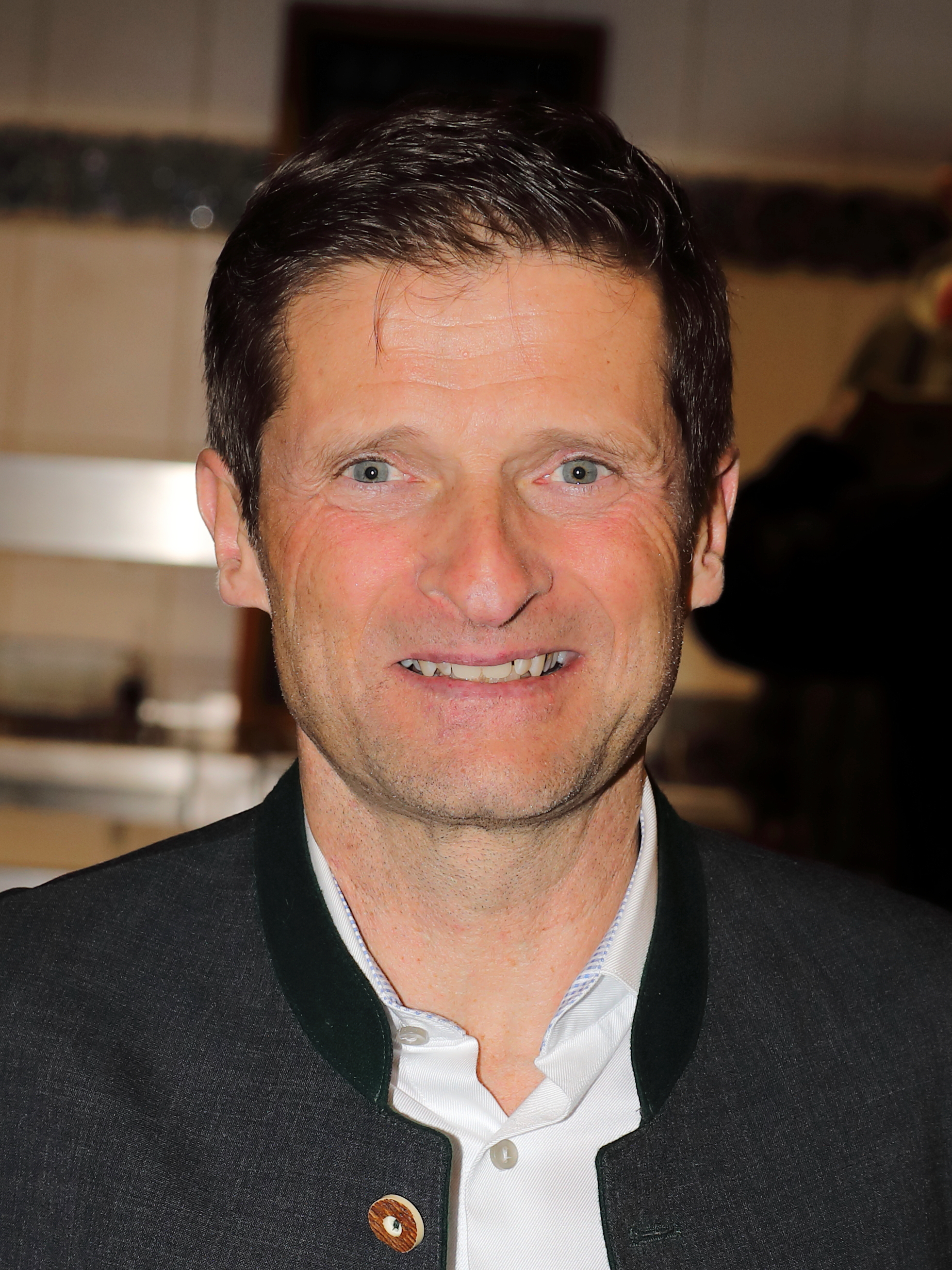
Dietrich Kops (2020)

Dietrich Kops (* 18. August 1964 in Wien) ist ein österreichischer Politiker. Ab 2010 war er Abgeordneter zum Wiener Landtag und Mitglied des Wiener Gemeinderates. Bis Dezember 2019 gehörte er der Freiheitlichen Partei Österreichs (FPÖ) an, im Dezember 2019 war er Mitbegründer von Die Allianz für Österreich (DAÖ). Im Mai 2020 wurde die Partei in Team HC Strache – Allianz für Österreich umbenannt, scheiterte jedoch bei der Landtags- und Gemeinderatswahl in Wien 2020 und schied aus dem Landtag aus.

## Leben

### Ausbildung und Beruf
Dietrich Kops besuchte nach Volks- und Hauptschule den Polytechnischen Lehrgang und eine dreijährige Fachschule für Elektrotechnik. 1983/84 besuchte er eine Höhere Technische Lehranstalt für Nachrichtentechnik und von 1984 bis 1987 die Maturaschule Humboldt. 1988 legte er die Externistenreifeprüfung ab. Anschließend begann er ein Französisch-Studium in Paris (1988/89) sowie ein Studium der Publizistik und Politikwissenschaften (1989–1995).
Von 1984 bis 1988 war er als freiberuflicher Elektrotechniker tätig, von 1990 bis 2006 technischer Kundenberater bei Telekabel/UPC. Seit 2006 arbeitet er für Bohmann Druck & Verlag.

### Politik
Kops gehörte von 1996 bis 2010 als FPÖ-Bezirksrat der Bezirksvertretung in Wien-Landstraße an, wo er bis Dezember 2019 auch geschäftsführender FPÖ-Bezirksparteiobmann war. Am 25. November 2010 wurde er am Beginn der 19. Wahlperiode als Abgeordneter zum Wiener Landtag und Mitglied des Wiener Gemeinderates angelobt. Bis Dezember 2019 gehörte er der Freiheitlichen Partei Österreichs (FPÖ) an und war Mitglied im Landesparteivorstand der FPÖ Wien.
Im Dezember 2019 trat er gemeinsam mit Karl Baron und Klaus Handler aus der Wiener Partei und dem Rathausklub aus. Mit Die Allianz für Österreich (DAÖ) gründeten sie einen eigenen Klub. Dietrich Kops übernahm dort die Position des stellvertretenden Klubobmannes. Bei der Landtags- und Gemeinderatswahl in Wien 2020 kandidierte er auf dem vierten Listenplatz, jedoch scheiterte die Partei an der Fünf-Prozent-Hürde.
Seit 2020 ist er als HC-Bezirksrat im Wiener Gemeindebezirk Landstraße erneut Mitglied der Bezirksvertretung.